# Brug (schip)

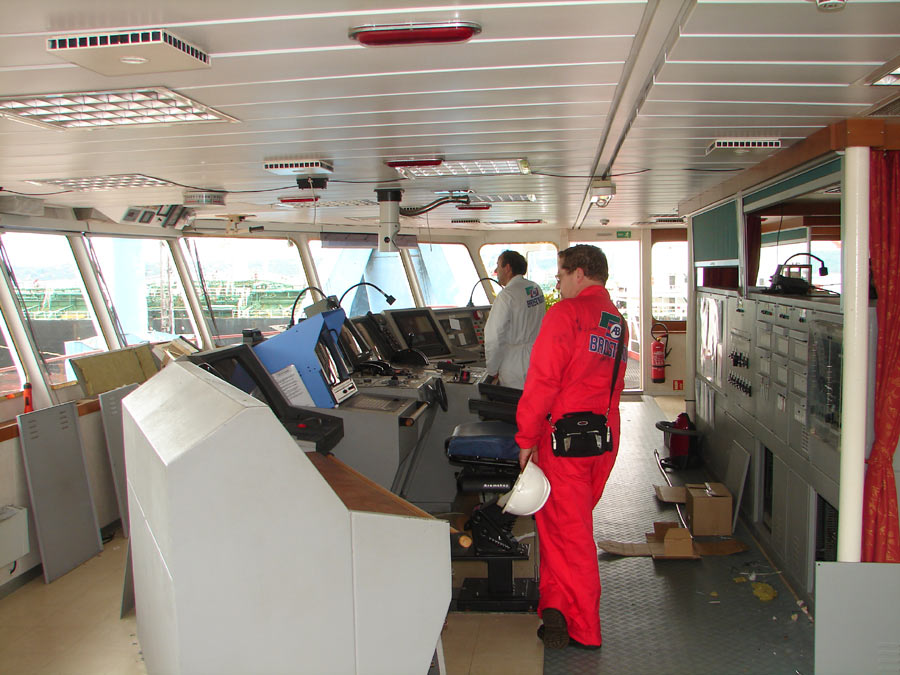
De brug van de Bro Elizabeth

De brug is op een schip de plaats van waaruit het schip bestuurd wordt.
Op de brug vindt men de diverse nautische apparaten nodig voor een veilige vaart op zee zoals echolood, radar, VHF, kaartentafel, stuurwiel, stuurautomaat, telegraaf en kompas.
Op de brug wordt de koers en vaart van het schip geregeld alsmede de plaatsbepaling. Ook rust bij de stuurman van de wacht het commando bij eventuele calamiteiten om deze te voorkomen, dan wel bestrijden.
Men zegt wel: is de machinekamer het kloppend hart, dan is de brug het hersen- en zenuwcentrum van het schip.

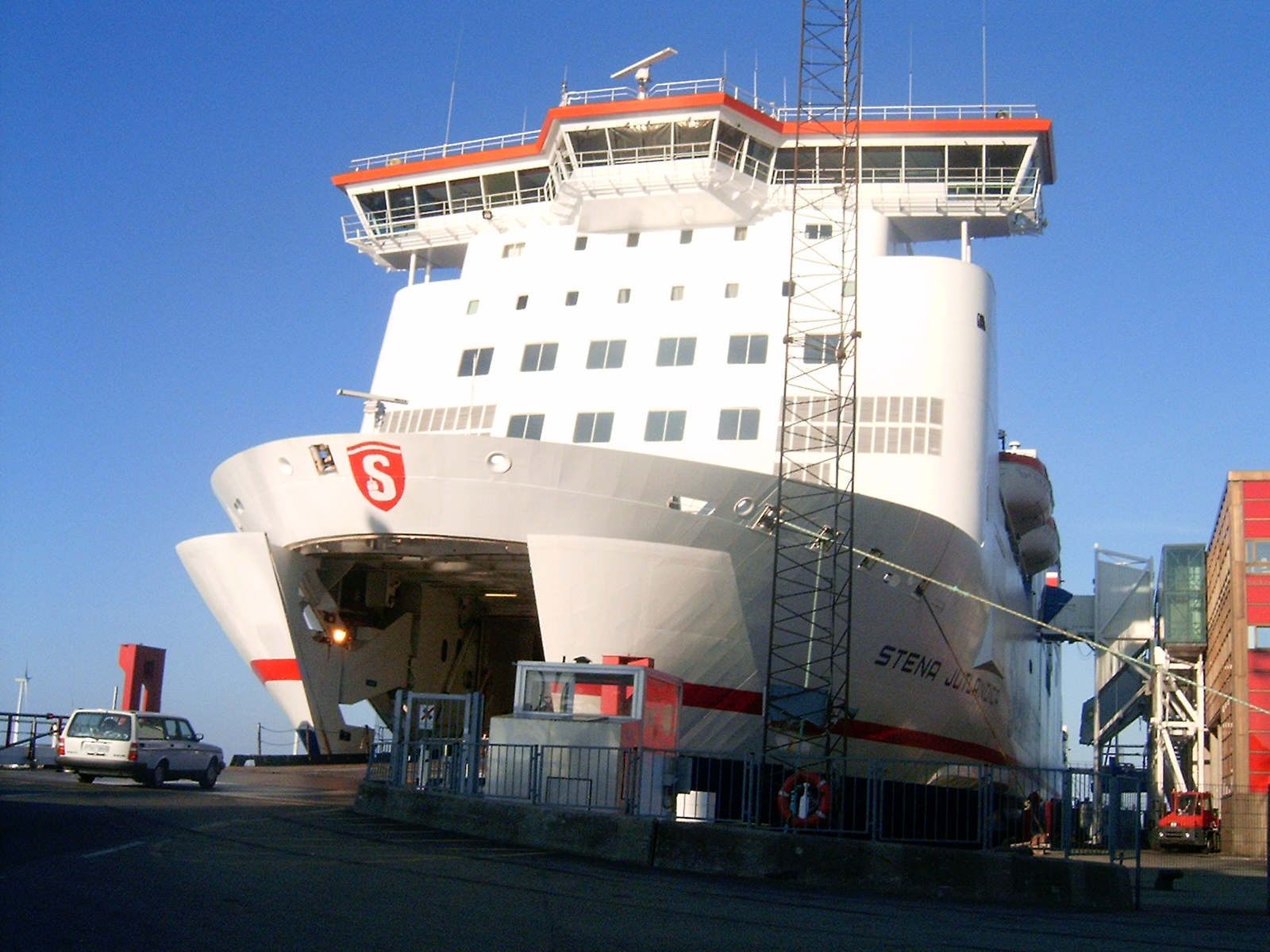
Brug breder dan het schip

De brug is meestal even breed als het schip en soms nog breder. Tijdens het aanmeren staat de stuurman op de brugvleugel, zodat hij zicht heeft op de kade en aanwijzingen kan geven aan de roerganger.

## Bemanning
Tijdens het varen is de brug altijd bemand. Hiervoor kent men diverse vormen afhankelijk van het vaarwater waar het schip zich bevindt en de weersomstandigheden. Bezetting bij:
Zeer drukke kustwateren en/of rivierenkapitein, stuurman, roerganger, uitkijk
Mist of slecht weerkapitein, stuurman, uitkijk
Normale omstandigheden overdagstuurman, de uitkijk mag vervallen als er een wachtalarm (dodemansknop) is.
Normale omstandigheden 's nachtsstuurman, uitkijk

## Spreekverbinding
Op de brug moet een spreekverbinding zijn met de machinekamer en met de hut van de kapitein. Deze moet onafhankelijk van de scheepsenergie kunnen werken. Vroeger waren dit spreekbuizen, tegenwoordig is dit een telefooninstallatie met een eigen accu als alternatieve energiebron. Wat ook regelmatig voorkomt is een telefoon met een dynamo. Door middel van een draaiwieltje moet deze zo'n 10 seconden worden opgewonden totdat een luide zoemtoon klinkt en er een spreekverbinding met de machine- dan wel stuurmachinekamer tot stand is gebracht.